# Angel of H.E.A.T.
Angel of H.E.A.T. è un  film del 1983, diretto da Myrl A. Schreibman. È una storia di ambientazione fantascientifica.

## Trama
Uno scienziato folle cerca di controllare la gioventù inviando dei messaggi subliminali durante la trasmissione di musica rock, inoltre ha progettato un'arma con la quale può distruggere qualunque metallo. Contro di lui e la sua organizzazione verrà inviata Angel Harmony. La parte del titolo "H.E.A.T." fa riferimento all'organizzazione di controspionaggio di cui Angel fa parte (Harmony's Elite Assault Team).